# Battaglia di Arles
La battaglia di Arles fu combattuta nel 458 vicino ad Arelate tra l'imperatore romano d'Occidente Maggioriano e il re visigoto Teodorico II.

## Contesto
Dopo l'assassinio di Flavio Ezio nel 454, i Visigoti iniziarono ad espandere il loro regno a scapito della fatiscente amministrazione romana in Gallia e Hispania. Quando Maggioriano divenne imperatore nel 457, i Visigoti sotto il re Teodorico II avevano da poco sconfitto il Regno dei Suebi nel nord-ovest della Hispania e stavano consolidando la loro presa sul resto della Penisola iberica.

## Battaglia
Maggioriano, un giovane e capace generale sulla trentina, ereditò un impero in rovina costituito solo dall'Italia, dalla Dalmazia e da alcuni territori fratturati nella Gallia settentrionale.
Decise che il primo passo verso il consolidamento dell'impero sarebbe stato quello di affrontare i Visigoti in Septimania. Insieme ai suoi generali Egidio  e Nepoziano, Maggioriano incontrò il re visigoto e il suo esercito ad Arelate, alla foce del fiume Rodano. La battaglia che ne seguì fu una schiacciante sconfitta gotica. Teodorico II fu costretto a fuggire da Arelate, abbandonare la Settimania e concludere un frettoloso trattato di pace. Il trattato restituì tutto il territorio visigoto in Hispania ai romani, e i visigoti furono ridotti allo stato federato.
La battaglia permise a Maggioriano di fare una campagna più profonda in Gallia contro il regno di Borgogna e successivamente in Hispania contro il regno dei suebi.